# Caso Fardín contra Darthés
El  Caso Fardín contra Darthés es un proceso judicial iniciado el 4 de diciembre de 2018, luego de que la actriz argentina Thelma Fardin denunciara pública y judicialmente por abuso sexual al actor y cantante Juan Darthés. En 2024, Darthés fue condenado a 6 años de prisión por abuso sexual a Thelma Fardin. Darthés apeló la sentencia, pero dicha apelación fue rechazada en 2025.
El caso trianguló acciones judiciales conjuntas en Argentina, Nicaragua y Brasil, siendo este último el país en el que actualmente reside Darthés. El juicio se ha vuelto histórico, al ser la primera vez que tres ministerios públicos fiscales de tres países distintos colaboran en una instancia de juzgamiento de violencia sexual, siendo además cubierto el caso por la prensa de varios países latinoamericanos.

## Contexto

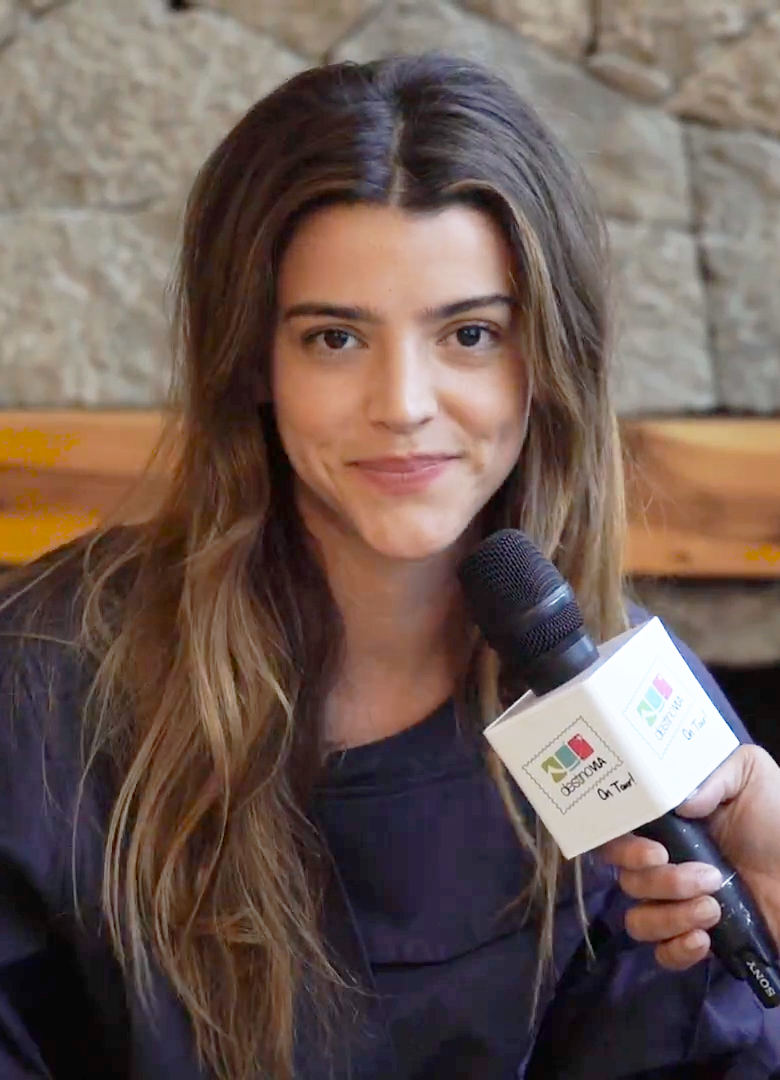
Calu Rivero en 2018.

En 2017 Darthés fue acusado de acoso sexual sin denuncia penal por la actriz argentina Calu Rivero durante el rodaje de la telenovela Dulce amor. La actriz abandonó en pleno éxito la telenovela.
Darthés cuya abogada era Ana Rosenfeld se defendió de las acusaciones y le inició en 2018 una causa por daños y perjuicios. Pidiendo a Rivero que se retracte en redes sociales: 

«Ya hace varios días dije que con Juan Darthes no pasó nada. No hubo acoso sexual. No quiero hablar más del tema».
Calu Rivero, 2013.

Las actrices Anita Coacci y Natalia Juncos se sumaron a las acusaciones mediáticas. Juncos denunció haber sido acosada por el actor durante el rodaje de Se dice amor en 2005.
El 17 de mayo de 2009, la actriz Thelma Fardín, de entonces, 16 años, se encontraba con el elenco de Patito feo, y entre ellos, Juan Darthés, de entonces, 45 años, todos alojados en un hotel Holiday Inn de la ciudad de Managua en Nicaragua. En medio de una gira del elenco por Latinoamericana llamada Patito feo: El Show más lindo.
El 10 de diciembre de 2018, la abogada Rosenfell renuncia al su patrocinio de Darthés.
El 13 de diciembre de 2018 concede una entrevista en su hogar de forma exclusiva al presentador y periodista argentino Mauro Viale.

## Denuncia
La misma toma estado público el día 11 de diciembre de 2018, donde Fardín acompañada por el Colectivo Actrices Argentinas tras el lema «Mirá cómo nos ponemos» (en referencia a una frase que Darthés le habría dicho a Fardín), lo denunció públicamente de abuso sexual a través de una autograbación donde relató un incidente. Junto a su abogada Sabrina Cartabia, Fardín formalizó una denuncia penal en la Fiscalía de Violencia de Género de Nicaragua en contra del actor unos días antes, el 4 de diciembre de 2018. De acuerdo al testimonio de Fardín incluido en la denuncia, el abuso en su contra habría ocurrido el 17 de mayo de 2009.
Durante la conferencia de prensa sobre el caso, el Colectivo Actrices Argentinas difundió públicamente un video de dos minutos con el testimonio de Fardín en que detallaba los motivos y contexto de la denuncia, afirmando que el hecho de abuso ocurrió en la propia habitación de Darthés en el hotel se alojaba al elenco. La actriz también explicó en este audiovisual su <demora en realizar una denuncia pública, cuestión a la que se motivó cuando la actriz y modelo Calu Rivero presentó su propia denuncia contra el actor y el Colectivo Actrices Argentinas le prestó apoyo. La denuncia de Fardín ha tenido un gran impacto en la sociedad argentina, llegando a ser considerado por algunas personas como un «antes y después» en la lucha contra la violencia de género en el país.

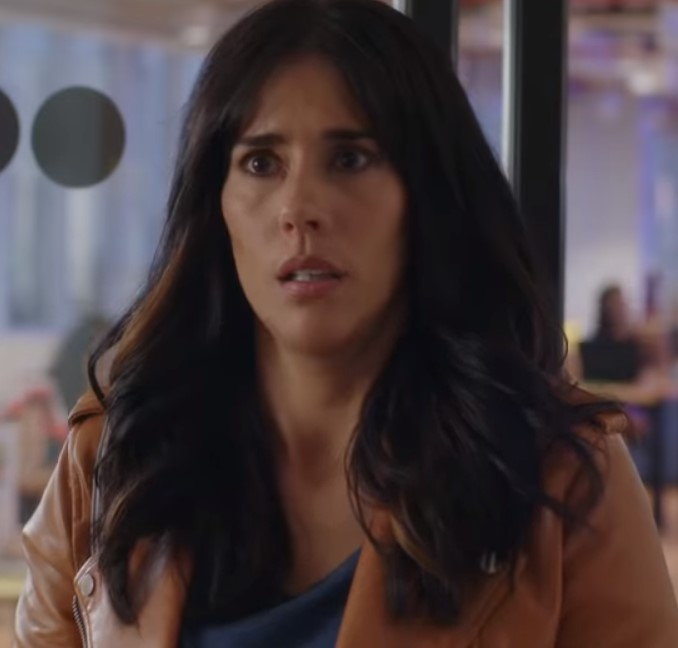
Gianella Neyra en 2019.

A dos días de que se hiciera pública la denuncia de Fardín, Darthés dio una única entrevista al periodista y presentador argentino Mauro Viale en la que se defendió de sus acusaciones. Afirmó que lo denunciado no era verdad, que de ser cierto habría sido «el primero en condenarse», y que Fardín (una menor con 16 años) había sido quien se le «insinuó y quiso darle un beso». Siguiendo a la denuncia, el Ministerio Público de Nicaragua publicó una nota de prensa en la que se informaba que tanto el ministerio como la Policía Nacional de Nicaragua se encontraban realizando investigación de lo sucedido. A las denuncias de abuso sexual recientes, también se sumó la actriz Gianella Neyra, con la cual Darthés compartió protagonismo en la teleserie Culpable de este amor en 2004.
El 16 de octubre de 2019, la fiscalía de Nicaragua acusó formalmente a Juan Darthés por el delito de violación y de acuerdo a una fuente fiscal, esta situación se veía «agravada» por la existencia de «un vínculo de confianza (entre Darthés y Fardin) y porque producto de la violación ella tiene una afectación psicológica grave. La acusación, radicada en el juzgado Décimo Penal de Audiencias de Managua, incluía además el pedido de captura internacional de Darthés, quien desde la publicación de las denuncias trasladó su residencia a Brasil. A través de su abogado César Guevara, Darthés pidió a la justicia nicaragüense que no se expidiera una orden de captura en su contra y que se investigara el pasado de la actriz. Como respuesta, el juez nicaragüense Celso Urbina aceptó el pedido de la fiscalía, rechazó la defensa del actor y solicitó girar la orden de detención y captura internacional. El 15 de noviembre se hizo público que Interpol había emitido una alerta roja para capturar a Darthés, y el 8 de abril el Ministerio Público de Brasil formalizó la acusación de violación de Fardín en dicho país, del que el actor es natural. El 10 de mayo de 2021, el abogado de Darthés, Luiz Antonio Nazareth, confirmó que la primera audiencia del juicio sería el 30 de noviembre del mismo año en los tribunales federales de San Pablo.

## Apoyos

Amnistía Internacional

Entre los amicus curiae  de Thelma se encuentra el Colectivo Actrices Argentinas, Amnistía Internacional como una causa de derechos humanos de las mujeres. y también senadores bonaerenses se solidarizaron. También lanzó el movimiento Mirá cómo nos ponemos en apoyo a Thelma. 
Ella ha recibido el respaldo de personalidades como sus excolegas de Patito Feo Brenda Asnicar y Laura Esquivel, así como otras figuras femeninas como Anabel Cherubito, J Mena, Natalia Oreiro, y Pampita, entre otras.
Entre los apoyos a Darthés se encuentra Andrea Ghidone, María Rosa Fugazot y Carla Lescano, entre otros.
El caso alcanzó repercusiones internacionales.

## Instancias

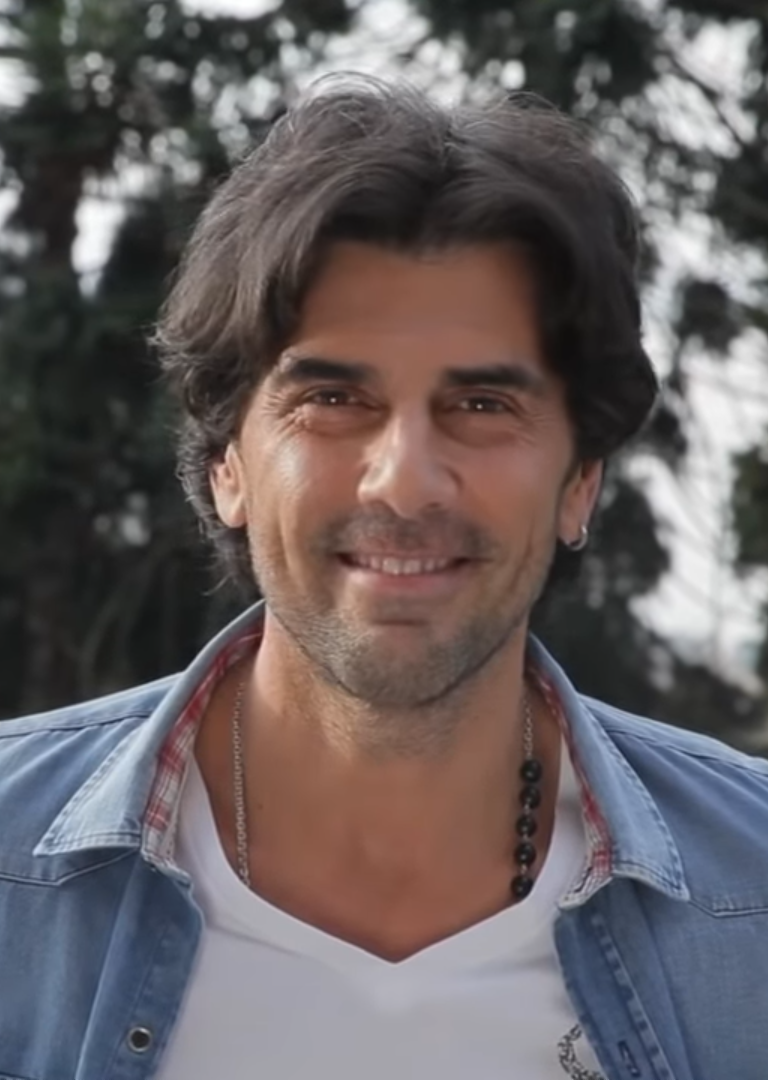
Juan Darthés en 2014.

Entre el 12 y 17 de diciembre de 2018, fue realizada una pericia psiquiátrica a Darthés en la casa que habitaba en Nordelta, Argentina; país donde los dos actores vivían y dónde comenzó la investigación.
Días después ese mismo mes Darthés viaja a San Pablo en Brasil lugar donde nació, las normas brasileñas impiden la extradición de un ciudadano natural por cualquier concepto:

"Ningún brasileño será extraditado, salvo el naturalizado, en supuesto de delito común, practicado antes de la naturalización o de comprobada vinculación en tráfico ilícito de estupefacientes y drogas afines, en la forma de la ley".
Artículo 50 de la Constitución de Brasil

En noviembre de 2019, la Fiscalía de Nicaragua, país donde sucedieron los hechos acusó formalmente a Juan Darthés por denuncia agravada. La justicia nicaragüense ordenó la detención y determinó una orden de captura internacional.
El 6 de abril de 2021 en Brasil iniciaron el juicio de oficio con la calificación de estupro agravado denunciado por la Fiscalía Federal de San Pablo. La causa no puede difundirse, ni conocerse los nombres del magistrado y el fiscal porque ese país los casos de violencia sexual no pueden tener publicidad. Participan colaborando la Unidad Fiscal Especializada en Violencia contra las Mujeres (UFEM).
El 30 de noviembre declaran desde oficinas argentinas Thelma Fardin, en oficinas del consulado argentino en Roma Calu Rivero, y Anita Co, entre otros. Son total 11 testigos que declaran en forma remota ante el juez brasileño en la causa contra Darthés.
El 1 de diciembre Calu Rivero se encontraba en Milán en Italia y tuvo que prestar declaración en las oficinas del consulado de Roma, que dirige la cónsul general Ana Titolugar. En su declaración contó que sufrió al trabajar con Darthés: vejaciones, que no respetó ni los guiones, ni sus límites, ni la ficción, sino que invadía su cuerpo, su privacidad y su espacio sin consentimiento, ni marcación de la producción que justificara lo injustificable. Pero él la denunció por contarlo.

Por decisión mía (porque el proceso brasilero prevé que las víctimas puedan elegir) Darthés estuvo presente en mi declaración y pude decirle a la cara que me abusó. Esto fue muy poderoso y liberador para mí.
Calu Rivero, diciembre de 2021,

El juicio se postergó hasta 27 de enero de 2022 y Darthés no declararía, según confirmó su abogado en argentina Fernando Burlando.
En febrero de 2022 fue suspendido el juicio en San Pablo, debido a que la Cámara de Apelaciones hizo lugar a una excepción de incompetencia opuesta por la defensa meses antes, sosteniendo que los tribunales federales no son competentes para intervenir en delitos de violación, correspondiendo que lo hagan los tribunales locales.
El 14 de febrero de 2022, Thelma nombró como su abogada en Brasil a Carla Amaral de Andrade Junqueira, especialista en Derecho Internacional y cuestiones de género.
En febrero de 2023, fueron difundidas noticias falsas del juicio que fueron desmentidas por Fardín.
El Superior Tribunal de Justicia de Brasil acogió la tesis de Amaral y confirmó la competencia de la justicia federal.
Juan Darthés fue absuelto el 13 de mayo de 2023. Fardin apeló.
El mismo mes luego del fallo Thelma Fardin y sus abogados realizaron una conferencia en la sede de Amnistía Internacional Argentina.
El 10 de junio de 2024, el Tribunal Regional Federal, se reconoció la validez de las pruebas y testimonios presentados.

## Sentencia
El 10 de junio de 2024, Juan Darthés fue condenado a 6 años de prisión en una instancia superior por el delito de abuso sexual y estupro. La condena es semiabierta, es decir que Darthés puede salir durante el día y sólo está obligado a dormir en el penal. El 20 de marzo de 2025, el Tribunal Regional Federal de Brasil, con el voto de cinco jueces, ratificó la condena de 6 años de prisión por abuso sexual, rechazando la apelación de Darthés.

## Repercusiones
El mismo día de la sentencia Fardín brindó una conferencia de prensa, agradeció especialmente a sus abogados brasileños y argentinos, a Amnistía Internacional, que abogó por la apertura del proceso en Brasil.

Esta sentencia tiene que ser una esperanza para todas aquellas personas que están sufriendo un abuso.
Thelma Fardín, junio de 2024.